# Henry Lukács
Henry Lukács (* 1981 in Jena) ist Hauptfeldwebel der Bundeswehr und einer der ersten vier Soldaten, die mit dem Ehrenkreuz der Bundeswehr für Tapferkeit ausgezeichnet wurden.

## Leben

Bataillonsabzeichen

Lukács trat direkt nach der Dachdeckerlehre am 1. Mai 2001 bei der Bundeswehr als Freiwillig Längerdienender seinen Wehrdienst beim Fallschirmjägerbataillon 263 im rheinland-pfälzischen Zweibrücken an. Später wurde er Berufssoldat und ist als Truppführer bei der 1. Kompanie dieses Bataillons eingesetzt.

## Auslandseinsätze der Bundeswehr
- 2006 war Lukács bei der Mission EUFOR RD Congo der Europäischen Union in Afrika eingesetzt.
- Der ISAF-Einsatz 2008 in Afghanistan war sein zweiter Auslandseinsatz. Am 20. Oktober 2008 kam er nahe Kundus zusammen mit drei Kameraden trotz brennender Fahrzeuge und explodierender Munition weiteren Kameraden und einheimischen Kindern, die Opfer eines Selbstmordanschlages geworden waren, zu Hilfe.

## Orden und Ehrenzeichen
Lukács wurde gemeinsam mit seinen drei Kameraden am 6. Juli 2009 im Kanzleramt durch Bundeskanzlerin Angela Merkel und Bundesverteidigungsminister Franz Josef Jung mit dem Ehrenkreuz der Bundeswehr für Tapferkeit ausgezeichnet.